# 茅香
茅香（学名： / ）是禾本科茅香屬的一種芳香性植物，分佈於歐亞大陸北部與北美洲。茅香可以做為藥草及製酒的原料（茅香伏特加），植株具有特殊的香味，這種香味是來自於香豆素的味道。

## 形態與分佈
非常耐寒的多年生植物，植株可以成長至六十公分高。葉子可以生長至六十公分長，葉片基部白色，寬闊，無毛；葉背光亮，無毛。
分佈於北美洲的加拿大與美國新英格蘭地區，亞洲溫帶地區及歐洲的瑞士北部、愛爾蘭的一個地區、蘇格蘭的四個郡；在不列顛群島上非常稀有。

## 栽培
茅香喜歡全日照或部份遮陰的生長環境，茅香不喜歡乾旱土壤，栽培時土壤不可太過乾燥。繁殖時可以使用分株法繁殖。
在每年的初夏至夏末時採收，割取適當的長度吊掛起來，在陽光下曝曬數天使其乾燥。不可以太晚採收，在天氣轉涼開始下霜後才採收的茅香，香味會降低或甚至沒有香味。

## 用途

### 歐洲的傳統用法
北歐地區在聖人節時會將茅香撒在教堂的門前，當人們進出教堂時，踩踏在茅香上面，會散發出香甜的味道。在法國會在糖果、香煙、軟性飲料及香水內添加茅香來增加風味。廣泛的使用在新異教的儀式中（融合自北美洲原住民的儀式）。在歐洲常會用同屬植物高山茅香（H. alpina）來代替茅香使用。在俄羅斯會在茶中添加茅香來增加茶的風味。茅香也可以添加在伏特加內，來增加伏特加的風味，最有名的例子就是波蘭產的茅香伏特加。

### 美洲的傳統用法

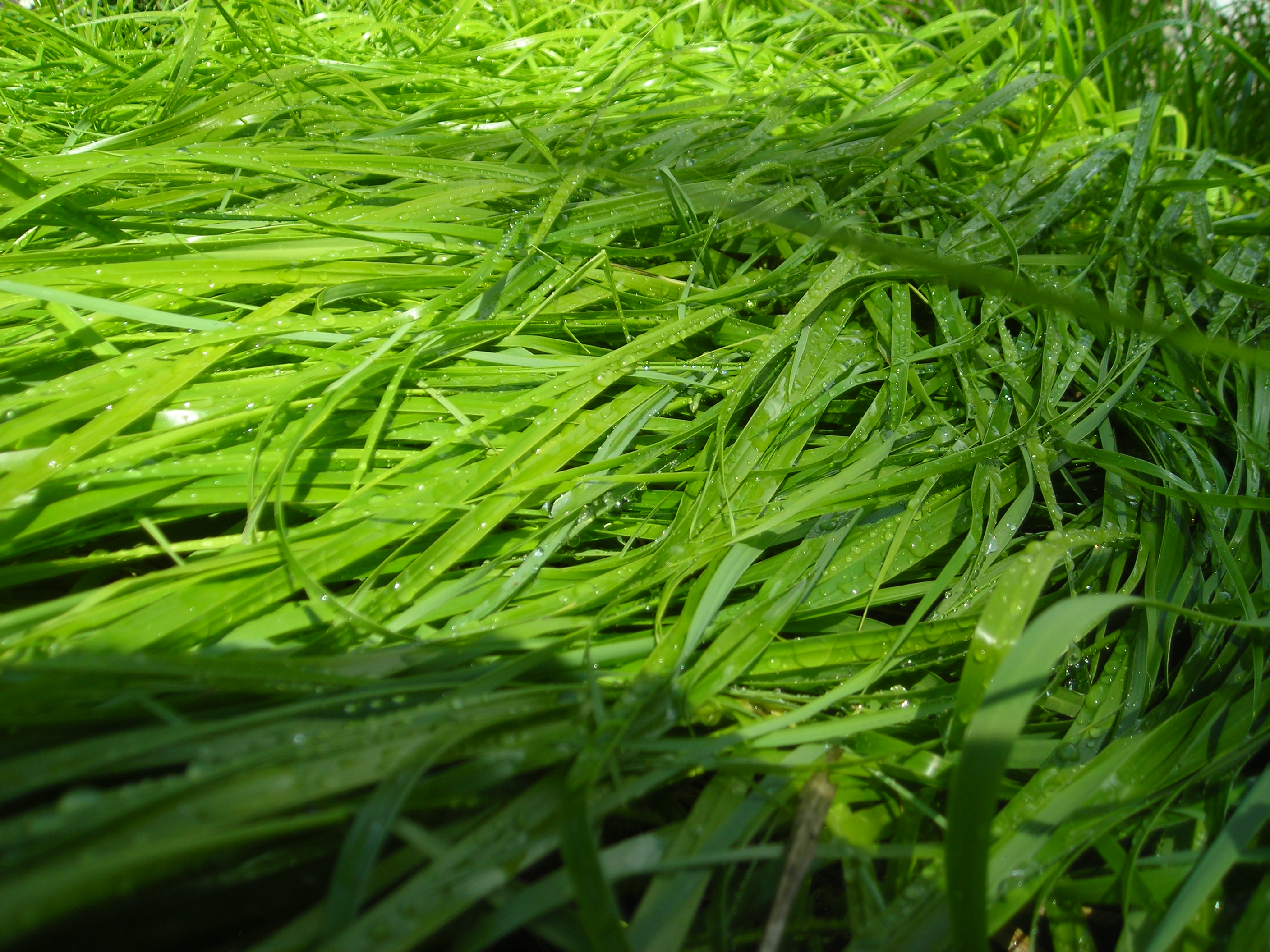

北美洲的原住民從很久以前就已經廣泛的使用茅香，茅香被視為神聖的植物，在治療疾病的儀式上會用到茅香。茅香葉經乾燥後編成辮子狀，燃燒時會發出香莢蘭的香味；美洲原住民會採收較長的葉片來製作籃子。
- 北美大平原的原住民認為茅香是覆蓋在大地之母上的第一種植物。
- 阿尼什納比族（Anishinaabe）原住民認為茅香有淨化的作用，在舉行所有儀式之前都會焚燒茅香。他們也認為茅香是一種警示物，提醒大家要尊敬土地以及它所提供的所有東西。
- 黑腳族（Blackfoot）與拉科塔族（Lakota）也會在祈禱儀式時使用茅香。黑腳族、夏安族（Cheyenne）、達科塔族（Dakota）、基奧瓦族（Kiowa）、拉科塔族、梅諾米尼族（Menominee）、蒙大拿族（Montana）、奧吉布瓦族（Ojibwa）、奧瑪哈族（Omaha）、波尼族（Pawnee）、篷卡族（Ponca）、蘇族（Sioux）、溫尼貝戈族（Winnebago）會使用茅香來做香，在祭祀祖靈時用來淨化及保護身心，使其不受惡靈的傷害。
- 黑腳族、夏安族、基奧瓦族、拉科塔族、蒙大拿族、歐肯納根-科爾維族（Okanagan-Colville）、奧瑪哈族、湯普生族（Thompson）會使用茅香來做化妝品及芳香劑。黑腳族與格羅斯文特族（Gros Ventre）會將茅香的葉子放在水中浸泡，然後以這些浸泡液來洗頭髮。茅香茶與茅香煙被用來治療咳嗽及喉嚨疼痛（平頭族、黑腳族）。茅香茶可以做為皮膚裂傷及乾裂時的洗滌藥水，也可以做為眼藥水使用。黑腳族、平頭族（Flathead）、湯普生族會使用茅香做為身體或頭髮的裝飾品與芳香劑。
- 黑腳族會在需長時間禁食的宗教儀式中，咀嚼茅香來增強耐力。
- 易洛魁族（Iroquois）、基奧瓦族、馬萊西特族（Malecite）、梅諾米尼族、米克馬克族（Micmac）會使用茅香來編織籃子、草蓆與手工藝品。
- 基奧瓦族會使用茅香的芳香葉子來做為枕頭和墊子的填充物。
- 梅諾米尼族會使用茅香來縫製東西。
- 平頭族會使用茅香做的焚香來做驅蟲劑。